# 가타오카 고지
가타오카 고지(일본어: 片岡 功二, 1977년 6월 19일 ~ )는 일본의 전 축구 선수이다.

## 구단 경력
과거 도쿠시마 보르티스에서 활동하였다.